# Doratulina biglumis
Doratulina biglumis är en insektsart som beskrevs av Matsumura 1914. Doratulina biglumis ingår i släktet Doratulina och familjen dvärgstritar. Inga underarter finns listade i Catalogue of Life.